# بريميا دي مار
بلدية بريميا دي مار (بالكاتالانية: Premià de Mar) هي إحدى بلديات مقاطعة برشلونة، والتي تقع في منطقة كاتالونيا، شرق إسبانيا.
يبلغ عدد سكانها 27.590 نسمة وفقاً لإحصائية سنة (2007).

## أعلام
- جوردي روكا غراو
- جاومى كوماس
- ميكيل بوخ
- دافيد سيرانو
- ديدييه لورنسو